# Cemitério Jardim da Saudade (Rio Branco)
O cemitério Jardim da Saudade, o maior em extensão localizado em Rio Branco, conta com mais de 15 hectares de área. Sua inauguração ocorreu em 1985 seu atual endereço é Estrada Irineu Serra, nº 250 – Bairro Tancredo Neves.

## História
Sua inauguração ocorreu em 1985. Atualmente seu endereço é outro, pois antes ficava no Bairro Vila Nova Estrada Custódio Freire. A primeira pessoa a ser sepultada em seus espaços foi a Maria de Nazaré, que faleceu aos 49 anos. 
O cemitério foi alvo de mais uma das inúmeras queimadas criminosas que ocorrem durante o período de estiagem em Rio Branco. No dia 4 de setembro de 2020, 4, vândalos atearam fogo na maior parte do cemitério.  